# Urtière
 Urtière  es una población y comuna francesa, en la región de Franco Condado, departamento de Doubs, en el distrito de Montbéliard y cantón de Maîche.

## Demografía
| 21 | 18 | 15 | 17 | 9 | 6 |
| Para los censos de 1962 a 1999 la población legal corresponde a la población sin duplicidades (Fuente: INSEE [Consultar]) |    |    |    |   |   |